# Wo ben shi gaoshan
Wo ben shi gaoshan (xinès simplificat: 我本是高山, pinyin: Wǒ běn shì gāoshān, literalment 'Sóc una muntanya', en anglès: Beyond the Clouds) és una pel·lícula dramàtica biogràfica xinesa del 2023 dirigida per Zheng Dasheng i Yang Jin, i protagonitzada per Hai Qing, Chen Yongsheng, Chai Ye, Wang Yueting i Wan Guopeng. La pel·lícula tracta sobre la vida de Zhang Guimei, fundadora i directora de l'Escola Secundària Huaping, el primer i únic institut públic gratuït de la Xina per a xiques, i coneguda pels seus esforços per millorar l'educació femenina a les regions rurals de la Xina.

## Trama
Zhang Guimei es dedica a l'educació amb una passió indestructible, i estableix una escola en una remota regió muntanyosa, tot i els reptes que suposa. Les estudiants expressen amb franquesa la dura realitat de les seues vides. Nascudes en la pobresa, creuen que tenen poques possibilitats de canviar el seu destí i fins i tot consideren renunciar a la rara oportunitat de cursar estudis.
Tot i els infinits obstacles, la directora Zhang mai perd de vista la seua missió. Ella creu fermament que l'educació és la clau per trencar les cadenes que frenen aquestes xiquetes. Amb una gran determinació, viatja incansablement entre l'escola i les muntanyes escarpades, convertint-se en una llum guia que il·lumina el camí a seguir per a les seues alumnes.

## Producció
El rodatge de la pel·lícula va començar a l'octubre de 2022. Segons informes públics, durant la fase de guió, l'equip de producció va recopilar una gran quantitat de material sobre Zhang, per a poder realitzar investigació i anàlisi de la seua biografia. L'actriu principal, Hai Qing, va passar dos anys practicant per imitar Zhang durant el rodatge de la pel·lícula. A més, l'equip de producció va seleccionar entre milers de nenes els extres que feien el paper d'estudiants.

## Estrena
Després de completar la producció, la pel·lícula va obtenir ràpidament una llicència de projecció pública i va començar la prevenda el 8 de novembre de 2023. El 16 de novembre es va estrenar la pel·lícula a Beijing. Del 17 al 19 de novembre, la pel·lícula es va projectar prèviament. Els dies 18 i 19 de novembre, membres de l'equip de producció van anar a Kunming i Lijiang per celebrar els actes de presentació. Per a l'estrena a Kunming es va convidar dones graduades de secundària de l'escola Huaping, personal de mitjans de comunicació i professors. A la projecció al comtat de Huaping, Zhang Guimei va acompanyar algunes estudiants de secundària de Huaping a vore la pel·lícula. El 24 de novembre, la pel·lícula es va estrenar oficialment a la Xina continental i aquell dia, Wang Ning, secretari del Comité Provincial de Yunnan del Partit Comunista de la Xina, i altres líders provincials del partit i del govern van elogiar la pel·lícula com a part de "l'educació per acceptar l'esperit de partit".
El 22 de novembre, la recaptació total de taquilla i la venda anticipada d'entrades de la pel·lícula van superar els 20 milions de iuans. Després de l'estrena oficial de la pel·lícula el 24 de novembre, la pel·lícula va recaptar més de 38 milions de iuans (5,4 milions de dòlars).

## Controvèrsia
Abans de l'estrena general de la pel·lícula, algunes parts de la trama van provocar controvèrsia pública a la Xina. Entre els canvis hi hauria, presumptament, convertir el pare alcohòlic que la protagonista hauria tingut a la vida real en el que a la ficció esdevé una una mare alcohòlica, i que la motivació de Zhang per establir l'institut va ser influenciada principalment pel seu difunt marit. Això va generar crítiques sobre com es representen les dones a la pel·lícula. En una publicació a la plataforma de xarxes socials xineses Sina Weibo, el guionista de la pel·lícula, Yuan Yuan, va escriure en resposta a la controvèrsia que el canvi del pare alcohòlic a mare a la pel·lícula "pretenia mostrar les dones ajudant les dones". La Televisió Central de la Xina va emetre un comunicat on acusava certs influencers d'alimentar "l'oposició de gènere" per cridar l'atenció i condemnava les respostes "emocionals" dels guionistes. Com a resultat, Sina Weibo va eliminar més de 1.782 publicacions relacionades amb la controvèrsia de la pel·lícula, va blocar 67 comptes i va eliminar 327 publicacions que demanaven el boicot a la pel·lícula.